# Hylaeus iranicus
Hylaeus iranicus är en biart som beskrevs av Dathe 1980. Hylaeus iranicus ingår i släktet citronbin, och familjen korttungebin. Inga underarter finns listade i Catalogue of Life.